# Aguna williamsi
Aguna williamsi is een vlinder uit de familie van de dikkopjes (Hesperiidae). De wetenschappelijke naam van de soort is voor het eerst geldig gepubliceerd in 1935 door Kenneth Hayward. Deze naam wordt ook wel als een synoniem van Aguna glaphyrus (Mabille, 1888) beschouwd.